# فلوريان كوهلس
فلوريان كوهلس (بالألمانية: Florian Kohls) (مواليد 3 أبريل 1995) هو لاعب كرة قدم ألماني ، يلعب حاليًا لنادي هرتا برلين الألماني في مراكز خط الوسط الدفاعي والمحوري والجناح الأيمن.
وكان كوهلس قد بدأ مسيرته في البوندسليغا أمام بايرن ميونخ في الجولة الحادية والثلاثين من موسم 2015–2016.

## روابط خارجية
- فلوريان كوهلس على موقع قاعدة بيانات كرة القدم.إي يو (الإنجليزية)
- فلوريان كوهلس على موقع بيانات كرة القدم. دي إي (الألمانية)
- فلوريان كوهلس على موقع Soccerbase.com (لاعب) (الإنجليزية)
- فلوريان كوهلس على موقع Soccerway.com (الإنجليزية)
- فلوريان كوهلس على موقع عالم كرة القدم.نت (الإنجليزية)
- فلوريان كوهلس على موقع AS.com (الإسبانية)